# 坊安街道
坊安街道，是中华人民共和国山東省潍坊市坊子区下辖的一个乡镇级行政单位。

## 行政区划
坊安街道下辖以下地区：
河北郎郡庄村、张疃村、祥疃村、李家水坡村、任家水坡村、洼里村、侯家庄村、蔡家石埠村、张家石埠村、王家石埠村、于家石埠村、沙埠村、西王松村、高陵官庄村、荒里村、东村、南店村、西曹庄村、罗家宅子村、东王松一村、东王松二村、东王松三村、东王松四村、建华村、兴华村、北坡子村、流戈庄村、宋家村、东苏村、前苏村、张家村、滕家庄村、南王皋村、北王皋村、东曹村、西曹村、前曹村、后曹村、港市村、营子村、河湾村、大尚庄村、小尚庄村、石坑村、吴家庄村、东埠郎郡庄村、圈子郎郡庄村、庙东郎郡庄村、庙后郎郡庄村、河南郎郡庄村、葫芦埠李家村、葫芦埠梁家村、葫芦埠韩家村、田家庄村、小庄子村、石龙官庄村、葫芦埠肖家村、葫芦埠于家村和王家庄村。

## 人口
2010年中国第六次人口普查时，坊安街道共有人口47622人。共有家庭14983户，平均每户3.17人。14岁以下的少年儿童共7886人，占总人口16.55%；15-64岁人口共34983人，占总人口73.45%；65岁及以上的老年人共4753人，占总人口的9.980%。男性共计24184人，占总人口50.78%；女性共计23438，占总人口49.21%。本地居住的人口中，拥有本地户籍的人口为45500人，占95.54%。